# Idzerd Frans van Humalda van Eysinga
Idzerd Frans van Humalda van Eysinga (Leeuwarden, 26 januari 1843 - 's-Gravenhage, 24 april 1907) was een Nederlands politicus.
Humalda van Eysenga was een zoon van Eerste Kamerlid en Minister van staat jhr. Frans Julius Johan van Eysinga en Johanna Henriëtta Reinoudina Boelens
Humalda van Eysinga was een afgevaardigde voor het district Dokkum, die in Friesland actief was als bestuurder. Als schoolopziener en medeoprichter van de Vereniging Volksonderwijs zette hij zich in voor verbetering van het onderwijs. Hij was een deskundige op het gebied van de administratieve rechtspraak en 23 jaar staatsraad. Hij was een uitstekende pianist en organist en componeerde onder meer koorwerken.